# Ali Maaloul
Cet article possède un paronyme, voir Melloul.
Ali Maaloul, né le 1er janvier 1990 à Sfax, est un footballeur international tunisien. Il joue au poste d'arrière gauche au Club sportif sfaxien.

## Biographie

### En équipe nationale
Il fait ses débuts en équipe nationale espoirs le 9 avril 2011, contre le Malawi, match comptant pour les qualifications des Jeux olympiques de 2012 à Londres.
Le 6 juillet 2013, il honore sa première sélection nationale contre le Maroc, lors des éliminatoires du championnat d'Afrique des nations 2014 (défaite 0-1).
Ali Maaloul dispute sa première compétition internationale lors de la coupe d'Afrique des nations 2015. Lors du tournoi, il joue quatre matchs, la Tunisie s'inclinant en quarts de finale face à la Guinée équatoriale, après prolongation. L'année suivante, il participe également avec la sélection tunisienne au championnat d'Afrique des nations 2016. Il joue trois matchs lors de ce tournoi, qui voit la Tunisie s'incliner en quarts de finale face au Mali. En 2017, il est à nouveau convoqué pour la coupe d'Afrique des nations 2017. Il y joue trois matchs, au terme desquels la Tunisie atteint encore le stade des quarts de finale.
Il participe avec l'équipe de Tunisie à la coupe du monde 2018 organisée en Russie. Lors du mondial, il joue deux matchs, contre l'Angleterre (défaite 1-2), et la Belgique (défaite 5-2). Ali Maaloul dispute également la coupe d'Afrique des nations 2021 au Cameroun.
Le 14 novembre 2022, il est sélectionné par Jalel Kadri pour participer à la coupe du monde 2022. En décembre 2023, il est retenu dans la liste des 27 joueurs tunisiens sélectionnés par Kadri pour disputer la coupe d'Afrique des nations 2023.

## Palmarès

### En clubs
- Ligue des champions de la CAF (4) :
  - Vainqueur : 2020, 2021, 2023 et 2024
  - Finaliste : 2017, 2018 et 2022
- Supercoupe de la CAF (2) :
  - Vainqueur : mai 2021 et décembre 2021
  - Finaliste : 2014, 2023
- Coupe de la confédération (1) :
  - Vainqueur : 2013
  - Finaliste : 2010
- Coupe nord-africaine des vainqueurs de coupe (1) : 
  - Vainqueur : 2009
- Champion de Tunisie (1) : 
  - Champion : 2013
- Championnat d'Égypte (6) : 
  - Champion : 2017, 2018, 2019, 2020, 2023 et 2025
- Coupe d'Égypte (4) :
  - Vainqueur : 2017, 2020, 2023 et 2024
  - Finaliste : 2022
- Supercoupe d'Égypte (5) :
  - Vainqueur : 2018, 2019, 2022, mai 2023 et décembre 2023
  - Finaliste : 2017, 2020 et 2021
- Coupe du monde des clubs (0) :
  - Troisième place : 2020, 2021 et 2023
  - Quatrième place : 2022
- Coupe de Tunisie (0) :
  - Finaliste : 2010, 2012 et 2014

### En sélection
- Coupe Kirin (1) :
  - Vainqueur : 2022
- Coupe arabe des nations (0) :
  - Finaliste : 2021

## Distinctions personnelles
- Meilleur buteur du championnat de Tunisie en 2016 avec le Club sportif sfaxien (16 buts)
- Meilleur joueur étranger du championnat d'Égypte 2018-2019 avec Al Ahly
- Co-meilleur buteur de la coupe du monde des clubs 2023 (2 buts)